# Malu NCB
Maurice Lumona Alimasi, connu sous le nom de scène de Malu NCB, est un artiste musicien, chanteur, auteur-compositeur-interprète et humanitaire congolaise.

## Biographie
Malu NCB est né le 7 mars 1993 à Uvira, dans la province du Sud-Kivu à l’est de la République démocratique du Congo. Il issu de la famille Mulela Bantu des chefs coutumiers du groupement Basikasilu de Fizi. Influencé par ses oncles et tantes, chantres, il s’intéresse à la musique dès son plus jeune âge. C’est ainsi qu’à l’âge de neuf ans il intègre la chorale Chipukizi Sayuni de l’Eglise Méthodiste Libre au Congo.
En 2004, Maurice déménage à Bukavu après ses études primaires au Complexe Scolaire Heri d’Uvira. Il poursuit ses études secondaires au collège Alfajiri. Il s’intéresse à la poésie et à l’interprétation des chansons  lors des activités scolaires et du mouvement de scout de la Cathédrale Notre-Dame-de-la-Paix de Bukavu. Il obtient son diplôme de fin d’étude secondaire au collège Saint-Paul en 2011.

### Carrière musicale
Malu NCB commence une carrière musicale quand il remporte le prix consacrée aux nouveaux étudiants à l’Université Catholique de Bukavu lors de leur intégration. Il signe un contrat avec la Commission diocésaine justice et paix pour la production des théâtres participatifs, une occasion qui lui a aidé à se faire connaitre dans les sous-régions de sa province le Sud-Kivu.
En 2013, il gagne le premier prix du concours NTH Nouveau Talent Hip Hop du Sud-Kivu organisé par la maison New Day, en collaboration avec l’Institut français de Bukavu et la Bralima. Très vite, il a gagné un large public dans la région de Grands lacs, en particulier au Sud-Kivu en République démocratique du Congo. Malu enregistre sa première chanson Unavyo Tembea au Burundi dans le studio de Lyzer classic, présentement au Label WCB Wasafi de l'artiste de Bongo Flava Diamond Platnumz.
Il fut ensuite invites dans des grands évènements de la région : notamment au Festival Master Peace à Uvira, au festival Umoja Tamtam et au festival pour la paix au Rwanda avec la commission diocésaine justice et paix. En 2015, il se produit à Goma lors du lancement du film Quiproquo électoral de TLF.
En 2017, grâce à sa chanson Assez, dans laquelle il parle du quotidien  congolais, Malu reçoit le prix du meilleur artiste patriote de la région  des pays de grands lacs. La même année il lance son premier clip vidéo Free To Love en collaboration avec un groupe belge dans une grande soirée dédiée pour cette même cause,.
Malu NCB est basé à Bujumbura, ancienne capitale du Burundi, depuis 2018. Il travaille sur son album intitule Musicothérapie, prévu pour 2021.

## Discographie

### Album
- Musicothérapie

### Singles
- 2020 : T'es mon choix
- 2019 : Si je savais[8]
- 2018 : Miss monde
- 2018 : Ni wakati ft. Afande Ready
- 2017 : Assez
- 2017 : Free to love
- 2014 : Unavyo tembea

## Récompenses et nominations
- 2020 : Meilleur Artiste RnB 2020 de l'Afrique de l'Est', décerné par Lukula Music Awards.
- 2020 : Champion Sud-kivu KJN 2020, décerné par Karibu Jeunesse Nouvelle (KJN).

- 2018 : Meilleur artiste congolais de la diaspora au Burundi.
- 2017 : Meilleur artiste patriote de l’Est de la RDC et de la région de pays de Grands Lacs au Show Ndule Awards.
- 2013 : Super Star Sud-Kivu au championnat NTH Nouveau Talent Hip Hop.

## Vie privée
Malu est diplômé en sciences biomédicales de l’Université Catholique de Bukavu. Il est le directeur adjoint de l’organisation Baraka Victory Center.

## Lire aussi
- Afande Ready
- Enrique Iglesias
- Fally Ipupa
- El Weezya Fantastikoh
- Innoss'B
- Cor Akim